# Aterpia microchlamys
Aterpia microchlamys is een vlinder uit de familie bladrollers (Tortricidae). De wetenschappelijke naam is voor het eerst geldig gepubliceerd in 1983 door Diakonoff.
De soort komt voor in tropisch Afrika.